# Marburg
Marburg là thủ phủ của huyện Marburg-Biedenkopf ở bang Hessen, Đức. Thành phố này có 77.845 dân (lớn thứ 8 ở bang Hesen), và là một thành phố đại học, nơi có đại học Philipps Marburg với 25.000 sinh viên và 7.500 nhân viên.
Thành phố này là một trong ba nơi đầu tiên phát hiện virus Marburg vào những năm 1960 (hai nơi còn lại là Frankfurt (Tây Đức) và Belgrade (Nam Tư (cũ))).